# Clarisse Albrecht
Clarisse Albrecht, née le 28 juin 1978 à Rueil-Malmaison en France est une artiste chanteuse-compositrice, interprète et actrice Franco-camerounaise.

## Biographie

### Enfance, études et débuts
Clarisse Albrecht naît le 28 juin 1978 à  Rueil-Malmaison en France. Sa mére est camerounaise et son père  français. Elle vit durant son enfance d'abord à Bafatá (Guinée-Bissau), ensuite en France et pour finir à Maputo, Mozambique. Elle aime beaucoup lire. Après avoir obtenu une licence de Lettres et Langues, Clarisse étudie le cinéma à La Sorbonne-Nouvelle à Paris. Parlant couramment le français, l'espagnol, l'anglais et le portugais, elle puise dans sa connaissance interculturelle pour créer une approche multiforme de la narration et de l’expression artistique,.

### Carrière
Albrecht a grandi en écoutant une grande variété de genres musicaux : soul, rhythm & blues, funk, musique populaire, brésilienne (MPB, bossa nova) et africaine comme le makossa, le marabentta ou la rumba congolaise. Au début des années 90, sa famille est rentrée en France. Au lycée, elle a commencer à chanter dans une chorale gospel en tant que soliste et choriste. Pendant ses études de cinéma à la Sorbonne Nouvelle, à Paris, elle rejoint, comme choriste, un groupe de reprises de soul-funk. Puis elle quitte le groupe pour se consacrer à la création de sa propre identité musicale. Elle écrit, compose, en portugais, en anglais. Clarisse Albrecht enregiste ses premières chansons avec un style empreint de « saudade » en y exploitant ses expériences vécues. Clarisse Albrecht exerce dans divers domaines : mannequinat, production audiovisuelle, et carrière d'autrice-compositrice-interprète. Elle est cofondatrice aux côtés d'Ivan Herrera et Fernando Rivas, de Too Caribbean, une société de services de production, et de Point Barre, avec Ivan Herrera, une société de production cinématographique dédiée à leurs projets de longs métrages communs.

## Discographie

### Simple
- 2010 : « Você Me Dá ».
- 2013 : « No Puedo Parar ».
- 2013 : « Não Posso Parar ».
- 2015 : « Deixa Rolar ».

### Albums
- 2015 : « Mulata Universal ».

### Participations
- 2005 : Différent, album de LS : Chant additionnel sur At Home.
- 2008 : Cool Off Chillout (Une belle sélection de musique Chillout) - Não Posso Parar (Sweet Teardrop Mix de Soulavenue) (Sine Music, Allemagne).
- 2010 : « Você Me Dá » figure dans « Soul Unsigned : The 2010 Summer Session » (Soul Unsigned, Royaume-Uni).
- 2010 : Você Me Dá - Lil'Lion House Mix présenté dans "Summer Club, le son électropical 2010" (Wagram, France).
- 2011 : Você Me Dá - Tropicalita Mix de SoulAvenue présenté dans The Bossa Night Club, Vol. 2 (Lola's Records, Allemagne).
- 2011 : Não Posso Parar (Swept Teardrop Mix de Soulavenue) et Você Me Dá - Tropicalita Mix de SoulAvenue présentés sur l'album de SoulAvenue "Swept Away".

## Vidéographie
- 2010 : "Você Me Dá", réalisé par Ivan Herrera.
- 2013 : "Não Posso Parar", réalisé par Ivan Herrera.

## Récompenses
- 2023 : Bantú Mama, réalisé par Ivan Herrera : Meilleur film international, 54e NAACP Image Awards[6].
- 2022 : Bantú Mama, réalisé par Ivan Herrera : Meilleur Interprète, Festival International du Film de Durban 2022[7].
- 2011 : Você Me Dá, Meilleure chanson de la diaspora africaine, MOAMAS 2011.

## Filmographie

### Crédits d'acteur
| Année | Titre                        | Rôle              | Réalisateur      | Remarques |
| ----- | ---------------------------- | ----------------- | ---------------- | --- |
| 2009  | Femmes De Loi                | Virginie Balard   | Klaus Biedermann | Série télévisée (1 épisode)                                                                                  |
| 2010  | Affaires Étrangères          | Amelia Rodriguez  | Vincenzo Marano  | Série télévisée (1 épisode)                                                                                  |
| 2018  | The Long Song                | Mary Ellis        | Mahalia Belo     | Série télévisée en 3 parties (2 épisodes)                                                                    |
| 2021  | Bantú Mama                   | Emma (Principale) | Ivan Herrera     | Long métrage - Première mondiale au SXSW Meilleur Interprète – Festival International du Film de Durban 2022 |
| 2022  | The Best Man: Final Chapters | Savannah          | Malcolm D. Lee   | Série limitée (2 épisodes)                                                                                   |
| 2023  | Saint X                      | Adjoint           | Darren Grant     | Série télévisée (1 épisode)                                                                                  |

### Autres crédits
| Année | Titre      | Rôle                              |
| ----- | ---------- | --------------------------------- |
| 2021  | Bantú Mama | Scénariste et Producteur exécutif |